# Delphinium alabamicum
Delphinium alabamicum är en ranunkelväxtart som beskrevs av R. Kral. Delphinium alabamicum ingår i släktet storriddarsporrar, och familjen ranunkelväxter. Inga underarter finns listade i Catalogue of Life.